# Osiedle Sokołowskie (Września)
Osiedle Sokołowskie – osiedle położone we wschodniej części Wrześni.